# Béla Serényi

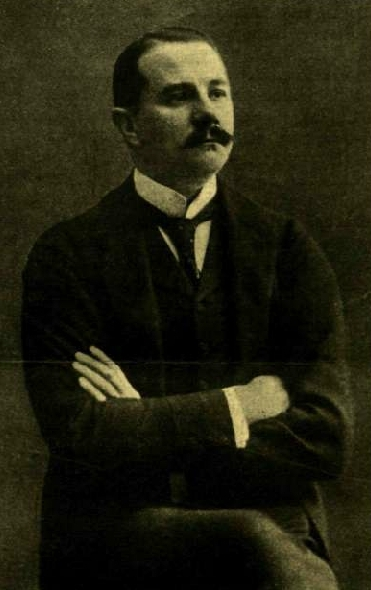
Béla Serényi

Graaf Béla Serényi de Kis-Serény (Pest, 16 juni 1866 - Boedapest, 14 oktober 1919) was een Hongaars politicus, die twee keer minister van Landbouw was: een keer van 1910 tot 1913 in de regeringen-Khuen-Héderváry II en -Lukács en een tweede keer in de regering-Wekerle III in 1918.
Hij werd geboren in een Hongaarse adellijke familie in Pest. Zijn ouders waren graaf László Serényi, een landeigenaar, en gravin Ludmilla Bubna de Littlicz. Serényi studeerde af aan het Theresianum in Wenen en studeerde rechten in Boedapest. Hij was lid van het Magnatenhuis, waar hij het godsdienstbeleid van de regering steunde. Later was hij lid van het Huis van Afgevaardigden. Hij was eveneens minister van Handel van 1917 tot 1918 (regering-Esterházy en Wekerle-III). Hij was lid van de Nationale Arbeidspartij, die hij verliet in 1916.